# Sheshonq III
Pour les articles homonymes, voir Sheshonq.
Sheshonq III est un roi de la XXIIe dynastie vers 830 à 791 avant l'ère commune, contrôlant semble-t-il uniquement la Basse-Égypte jusqu'à Héracléopolis au sud (bien que son contrôle sur cette ville ait été intermittent). Il est contemporain des rois Takélot II, Pétoubastis Ier, Ioupout Ier et Sheshonq IV ainsi que du prince et grand prêtre d'Amon Osorkon, le futur roi Osorkon III.

## Généalogie
Si Sheshonq III est certainement d'origine royale, sa relation exacte avec son prédécesseur Osorkon II est inconnue, mais il est peut-être l'un de ses fils voire petits-fils.
Il a plusieurs épouses : Tentamenopet, Djedbastetiouesânkh (fille de Takélot, grand prêtre de Ptah à Memphis et petit-fils d'Osorkon II, et de Tjesbastperet, fille d'Osorkon II), Tadibastet.
Il a plusieurs enfants :
- Bakennefy, « grand prince héréditaire » et chef des districts d'Héliopolis et d'Athribis[5],
- Takélot, « fils royal de Ramsès » et général, a autorité sur Bousiris[5],
- Pimay, « le grand chef des Mâ », probablement de la région de Saïs,
- Pashedbastet, général, il restaura le Xe pylône du temple d'Amon à Karnak à un moment où Sheshonq III et Pétoubastis Ier étaient alliés[6],
- peut-être Padebehenbastet, « fils royal de Ramsès », commandant, premier prophète d'Amon d'un temple local du côté de Kôm el-Hisn[5],
- une fille nommée Ânkhésen-Sheshonq.

Son successeur, le roi Sheshonq IIIa, est peut-être son fils, tout comme le successeur de ce dernier, Pamy Ier, bien que Pamy Ier pourrait être un fils de Sheshonq IIIa. Les liens familiaux entre ces trois rois, s'ils sont très probables, restent pour l'heure inconnus.

## Règne

### Début de règne
Quelques années avant la mort d'Osorkon II, un petit-fils de ce dernier, Takélot II, grand prêtre d'Amon, se proclama roi à Thèbes, laissant son poste de grand prêtre à Horsaïset II, petit-fils présumé d'Horsaïset Ier. À la mort d'Osorkon II, Takélot ne prit pas le pouvoir sur l'ensemble de l'Égypte, en effet, c'est Sheshonq III qui succéda à Osorkon II. Il est couronné roi à Bubastis vers 830 AEC. Commence alors une lutte entre les deux factions. Sheshonq III lance une politique énergique visant à reprendre en main la Haute-Égypte, il sera d'ailleurs reconnu en l'an VI de son règne à Thèbes sur une inscription nilométrique du quai du temple de Karnak sur laquelle il est associé au grand prêtre d'Amon Horsaïset II. Sheshonq III semble donc avoir joué des rivalités entre Takélot II et Horsaïset II pour s'imposer dans cette région. En réaction et dans des circonstances obscures, Takélot II fait remplacer Horsaïset II par son fils Osorkon (le futur Osorkon III), et ce avant l'an XI de son règne (en effet, une révolte thébaine éclate contre Takélot et Orokon pendant les années 11 et 12 du règne de Takélot). C'est avec cette révolte qu'entre en lice un certain Pétoubastis Ier (ou Padibastet), présumé frère d'Horsaïset II et qui se proclame aussi roi tout en soutenant ce dernier en tant que grand prêtre d'Amon. Se met en place ainsi trois camps : Sheshonq III en Basse-Égypte et les duos Takélot II-Osorkon III et Pétoubastis Ier-Horsaïset II pour le contrôle de la Haute-Égypte.

### Règne en Basse-Égypte
Roi basé dans à Bubastis et Tanis pendant près de quatre décennies, Sheshonq III n'a été reconnu que par intermittence en Haute-Égypte dans le cadre de la guerre en cours pour le contrôle de la région, se contentant d'appuyer un camp puis l'autre. Si Pétoubastis a été reconnu pendant un temps à Héracléopolis, Sheshonq III y est en tout cas reconnu en l'an XXVI de son règne, comme l'atteste une stèle. Le roi est relativement actif dans le domaine architectural, comme l'atteste de les monuments à son nom, particulièrement à Tanis. 
Toutefois, son règne voit la montée en puissance dans le delta des chefs locaux portants des titres comme chef des Mâ, chef des Libou et fils royal de Ramsès, cumulant fonctions administratives, militaires et sacerdotales. Ces dirigeants locaux sont souvent des fils royaux (Memphis avec Shéshonq puis Takélot puis Padiaset, fils, petit-fils et arrière-petit-fils d'Osorkon II, Athribis-Héliopolis avec Bakennefy et Bousiris (Égypte) avec Takélot, tous deux fils de Sheshonq III), pratique d'apanage bien connue depuis le début de la dynastie mais dont les personnes concernées cumulent plus de fonctions qu'auparavant, particulièrement les fonctions sacerdotales, auparavant prérogatives royales. Il s'agit peut-être d'une volonté de décentralisation du pouvoir par Sheshonq III. Certains de ces chefs ne sont toutefois pas d'ascendance royale, comme Hornakht Ier à Mendès et Iouferâa à Pharbaethos. 
Les Libou, absents de la documentation égyptienne depuis l'époque ramesside, refont leur apparition et affichent une certaine unité avec la présence d'un seul chef, contrairement aux chefs de Mâ qui sont contemporains les uns des autres. Ceci pourrait attester d'une nouvelle poussée d'immigration libyenne pendant le règne de Sheshonq III. Ces Libou se seraient installés dans l'ouest du delta et leur premier chef reconnu est un certain Inamonnayefnébou, qui officie dans une donation èa la triade osirienne en l'an XXXI du règne de Sheshonq III. À partir de lui, toutes une série de chefs est documentée, montrant l'expansion de leur territoire dans l'ouest du delta à partir d'un noyau centré sur Bouto, Imaou et Saïs. Le règne de Sheshonq III marque clairement la fin d'un pouvoir centralisé et le début de ce que Frédéric Payraudeau appelle la polyarchie, ce phénomène de montée en puissance des dirigeants locaux ira en s'accentuant avec ses successeurs.